# Replică
Replica este un enunț de întindere variabilă, rostit de un personaj pentru altul, în general în cursul unui schimb verbal și presupune un act de limbaj (în sens pragmatic). 
Textul dramatic este de obicei construit sub forma schimbului de replici (cu excepța monologului dramatic).

## Legături externe
- „replică” la DEX online